# Chetogena cumutoensis
Chetogena cumutoensis là một loài ruồi trong họ Tachinidae.